# Monte Baker
O monte Baker é um estratovulcão situado no estado norte-americano de Washington nos Estados Unidos situado cerca de 50 km a leste da cidade de Bellingham. É também visível da província canadiana da Colúmbia Britânica. O nome deste estratovulcão deriva do tenente da Royal Navy Joseph Baker III que o avistou no dia 30 de abril de 1792, enquanto seguia a bordo do HMS Discovery.
Depois do monte Rainier, o monte Baker é o vulcão com maior presença de glaciares dos Cascade Ranges, uma vez que o volume de gelo e neve no monte Baker (1,8 km³) é maior do que o conjunto de todos os outros vulcões, exceto o Rainier. O monte Baker é também um dos locais onde mais neva no mundo, tendo em 1999 sido estabelecido um novo recorde de queda de neve numa única estação, 2896 centímetros.

## Geologia

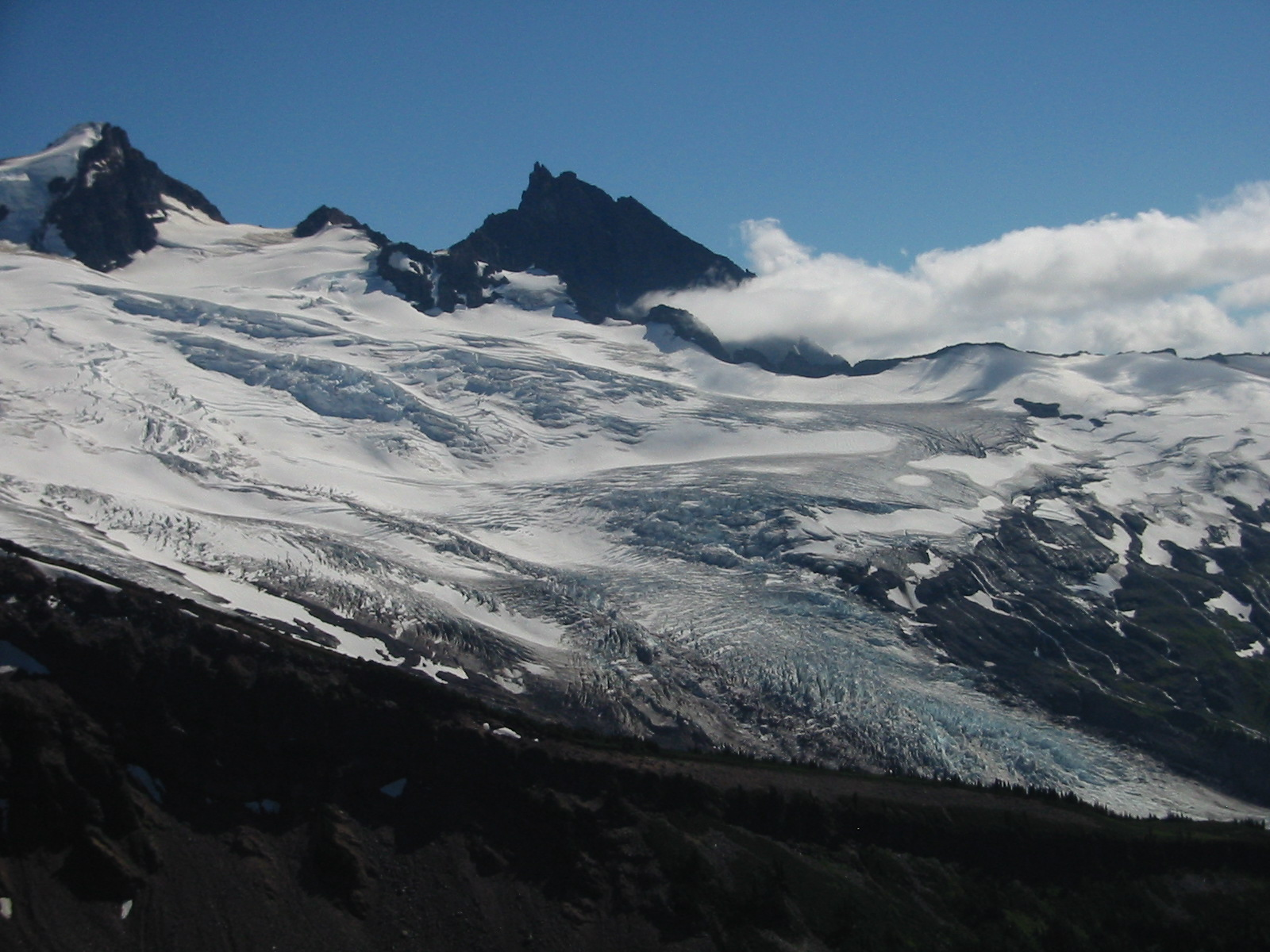
O glaciar Coleman

O cone que o monte Baker apresenta hoje em dia é relativamente jovem, possivelmente com menos de 30 000 anos de idade. A maior parte dos registos geológicos do monte Baker foram apagados pela erosão durante a última idade do gelo, já que as camadas de gelo que se formaram preencheram os vales e cobriram uma grande parte da região. Nos últimos 14 000 anos a área envolvente do vulcão tem ficado livre de gelo, mas a montanha em si mantém um espesso manto de neve e gelo.
Existem pontos isolados de lava e outras rochas, especialmente na área da cratera de Sherman, expostos entre os glaciares e nos flancos mais elevados do vulcão, uma vez que as encostas mais baixas são inclinadas e com muita vegetação. 
Existem dez glaciares principais na montanha. Todos recuaram durante a primeira metade do século XX, para depois avançarem de 1950 a 1975 e têm recuado cada vez mais rapidamente desde 1980.. O glaciar Coleman é o maior com uma superfície de 5.2 km²; (Post et al., 1971), os outros glaciares com áreas acima de 2,5 km² são o Roosevelt, o Mazama, o Park, o Boulder, o Eastone o Deming.

## Atividade vulcânica
Depósitos que mostram registros dos últimos 14.000 anos do Monte Baker, indicam que este não teve erupções extremamente explosivas, como aconteceu com o Monte Santa Helena ou o Glacier Peak, além de serem poucas as erupções registradas. Durante este período apenas por quatro vezes houve produção de magma devido a erupções. As erupções produziram fluxos de lava e de piroclastos, contudo as ocorrências mais frequentes e destrutivas no monte Baker são os fluxos e avalanches de fragmentos rochosos, muitos dos quais não relacionados a atividade magmática, mas podendo ter sido induzidos por terremotos, chuvas intensas, emissões de vapor, ou outros fenômenos.
Da atividade do monte Baker destacam-se as várias explosões ocorridas em meados do século XIX, que foram testemunhadas da área de Bellingham, e as numerosas avalanches de fragmentos ocorridas desde os finais da década de 1950. 
Em 1975, uma maior produção de fumo na área da cratera de Sherman causou preocupação, por poder estar iminente uma erupção, tendo-se instalado equipamento adicional de monitorização da actividade vulcânica e efetuado vários exames geofísicos para tentar detetar o movimento do magma. O nível do lago Baker foi reduzido e impediu-se o acesso de pessoas à área, devido à possibilidade de uma avalanche de fragmentos poder abater-se sobre o lago e, ou criar uma onda que passasse por cima da barragem, ou que a barragem colapsasse. Contudo, os resultados dos exames geofísicos detetaram o aumento de produção de calor e poucas outras anomalias, e não se observaram quaisquer movimentações, que pudessem indicar que havia movimento do magma para dentro do vulcão. A atividade das fumarolas tem continuado a aumentar desde 1975 até ao presente, mas não se registam quaisquer alterações que indiquem a deslocação do magma.

## Marinha dos Estados Unidos
A dois navios de munições da Marinha dos Estados Unidos (tradicionalmente atribui-se a este tipo de navios nomes de vulcões) foi atribuído o nome desta montanha. O primeiro foi o USS Mount Baker (AE-4) que esteve em comissão de 1941 a 1947 e novamente de 1951 a 1969. Em 1972, a marinha encomendou o USS Mount Baker (AE-34) que em 1996 colocou ao serviço com o Military Sealift Command sob o nome de USNS Mount Baker (T-AE-34).